# Kirkuk (plaats)

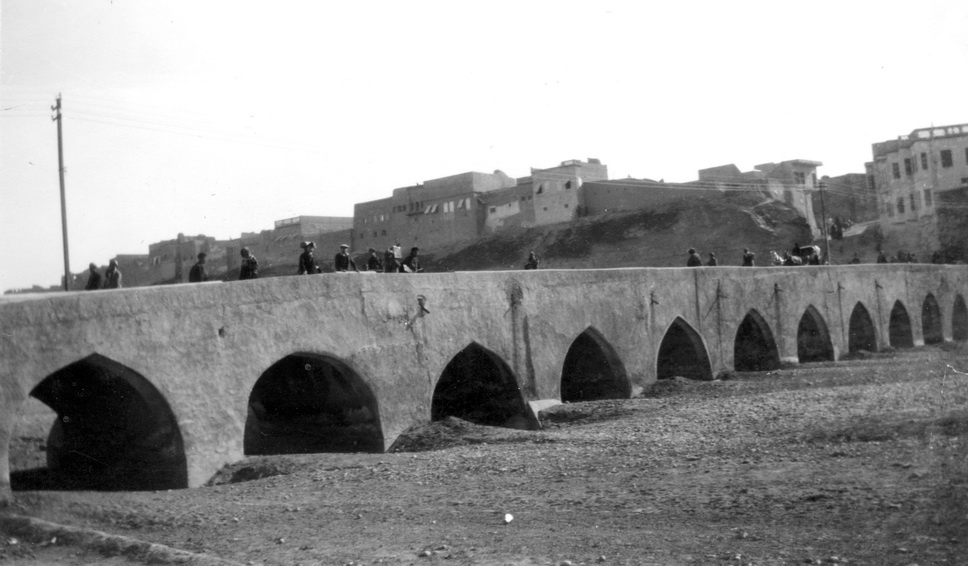

Kirkuk of Kirkoek (Arabisch: كركوك, Koerdisch: که‌رکووک, Syrisch: ܟܪܟ ܣܠܘܟ , Karḵ Sluḵ Kerkûk, Turks: Kerkük) is een oude stad in het noorden van Irak, rond de rivier de Hasa, en op de ruïnes van een meer dan 3000 jaar oude stad Arrapha. Het ligt in de gelijknamige Iraakse provincie Kirkuk (tussen 1976 en 2006 at-Ta'mim). Het aantal inwoners werd in 2008 geschat op 1.200.758.
In juni 2014 werd het gebied ingelijfd bij de Koerdische Autonome Regio. De stad werd door de Koerden gezien als oorlogsbuit bij de strijd tegen ISIS. Op 16 oktober 2017 werd Kirkuk heroverd door de Iraakse milities Hashd al Shaabi.

## Olie
Het is het centrum van de noordelijke Iraakse olie-industrie. Het olieveld van Kirkuk werd in 1934 door de Iraakse Petroleummaatschappij (Engels: Iraq Petroleum Company (IPC)) onder leiding van de Britten in gebruik genomen. Het is het hart van de noordelijke Iraakse oliewinning en heeft een bewezen reserve van 10 miljard vaten (1998). De oliewinningsinfrastructuur heeft te lijden gehad van sabotage door aanslagen. Door Kirkuk lopen enkele pijpleidingen die olie transporteren via Ceyhan in Turkije aan de Middellandse Zee.

## Demografie
De betrouwbaarste volkstelling over de etnische samenstelling van Kirkuk dateert uit 1957.
| Etnische groep | Percentage |
| -------------- | ---------- |
| Turkmenen      | 37,6%      |
| Koerden        | 33,3%      |
| Arabieren      | 22,5%      |
| Assyriërs      | 1,3%       |
| Joden          | 0,1%       |
| Totaal         | 100,0%     |

Hoewel de Turkmenen in 1957 nog de grootste etnische groepering in Kirkuk vormden, zijn er in de afgelopen decennia steeds meer Koerden naar Kirkuk verhuisd en vormen de Koerden inmiddels de grootste etnische groepering.

## Referendum 2008
De grondwet van Irak bepaalde dat er voor 31 december 2007 een referendum moest plaatsvinden in Kirkuk. Hierbij zou de inwoners van de stad en de provincie worden gevraagd of zij onder toezicht van Arbil wilden vallen of dat zij bij Bagdad wilden blijven. Deze volksraadpleging was gepland op 15 november 2007 maar werd uitgesteld tot 31 december. Hierbij vertelde Massoud Barzani dat het om niet om politieke maar om technische redenen ging. Het referendum werd vervolgens weer met zes maanden uitgesteld. De Verenigde Naties besloten op 6 augustus 2008 het referendum uit te stellen tot er een oplossing gevonden is.

## Strijd om Kirkuk
Tijdens de strijd tegen de Islamitische Staat hebben de Koerden hun grenzen flink weten op te schuiven. Op 12 juni 2014 lijfde het Koerdische leger, de Peshmarga, Kirkuk in en beschouwde de stad als oorlogsbuit. Op 16 oktober 2017 heroverde het Iraakse leger Kirkuk. Koerdische strijders hadden hierbij nauwelijks weerstand geboden.

## Geboren
- Younis Mahmoud (3 februari 1983), voetballer
- Shapoul Ali (16 juli 1990), voetballer